# London Welsh Rugby Football Club
Il London Welsh Rugby Football Club (in gallese Clwb Rygbi Cymry Llundain) è un club britannico di rugby a 15 con sede a Oxford.
Fondato nel 1885, la sua sezione professionistica è stata esclusa dal RFU Championship per insolvenza debitoria; la sua attività prosegue a livello dilettantistico e femminile.

## Storia
Il club venne fondato nel 1885 da un gruppo di gallesi residenti a Londra, analogamente a quanto avvenuto in precedenza con la nascita del London Scottish per volontà di un gruppo di scozzesi. Durante gli anni il London Welsh fornì numerosi giocatori alla nazionale gallese e ai Lions, tra cui il record dei 7 Lions che presero parte al tour in Nuova Zelanda del 1971.
Con l'avvento dell'era professionistica il London Welsh venne principalmente relegato nelle divisioni minori del campionato inglese. Fece il suo debutto in Premiership durante la stagione 2012-13, terminando all'ultimo posto con all'attivo solo 5 vittorie. L'anno seguente vinse la sua seconda RFU Championship ottenendo una nuova promozione in Premiership dove, durante un'annata estremamente negativa, caratterizzata da una serie ininterrotta di sconfitte anche in Coppa Anglo-Gallese e in Challenge Cup, riuscì a guadagnare solamente un punto di bonus.
Nel 2016 il club ebbe dei problemi finanziari, non riuscendo a fronteggiare i debiti. Ciò portò, il 23 dicembre 2016, alla liquidazione della società. Venne creata una nuova entità separata, denominata Rugby 1885 Limited, a cui venne garantita una licenza temporanea per la RFU Championship con una penalizzazione di 20 punti. Non riuscendo però a soddisfare i criteri imposti dalla Rugby Football Union, il 24 gennaio 2017 il club venne definitivamente estromesso dalla Championship cancellando i risultati fino allora ottenuti in campionato.

## Palmarès
- RFU Championship: 2
2011-12, 2013-14

## Giocatori celebri

### British and Irish Lions
I seguenti giocatori sono stati selezionati nei British and Irish Lions durante la loro militanza nel London Welsh (tra parentesi è indicato l'anno in cui giocarono con i Lions).
| - Robert Ackerman (1983) - Gerald Davies (1971) - Mervyn Davies (1971) - John Dawes (1971) - Geoff Evans (1971) - Vivian Jenkins (1938) - Tommy Jones-Davies (1930) - Alun Lewis (1977) |  | - Douglas Marsden-Jones (1924) - Teddy Morgan (1904) - Billy Raybould (1968) - Clive Rees (1974) - Mike Roberts (1971) - John Taylor (1968, 1971) - J. P. R. Williams (1971, 1974) - Jack Williams (1908) |  |

### Altri giocatori celebri
| - Gavin Henson - Norman Biggs - Kevin Bowring - Colin Charvis - Willie Davies - Rhys Gabe - Arthur Gould - Bob Gould - Tony Gray - Jim Hannan |  | - Arthur Harding - Keith Jarrett - Arthur Lewis - Bryn Meredith - Wick Powell - Tom Shanklin - Haydn Tanner - Watcyn Thomas - Jeff Young |  |